# Linux-distribution
En Linux-distribution eller GNU/Linux-distribution er en samling softwarekomponenter, der tilsammen udgør et UNIX-lignende styresystem.
De basale dele udgøres som regel af Linux-kernen og GNU-værktøjerne, samt gennemprøvede programmer, der passer sammen, oftest i den seneste stabile version. For eksempel er Red Hat, Fedora, SUSE, Mandriva Linux, Debian, Slackware og mange andre Linux-distributioner. Der findes altså ikke én officiel Linux-distribution.
De fleste større producenter – bortset fra Red Hat – slog sig i 2002 sammen i United Linux som blev opløst i 2004.

## Liste over Linux-distribution
- ADIOS Linux
- aLinux (Tidligere Peanut Linux)
- Arch Linux
- CRUX
- Damn Small Linux
- Debian
  - Skolelinux (også kendt som Debian-Edu)
  - Ubuntu Linux
    - Kubuntu
    - Xubuntu
    - Edubuntu
    - Ubuntu Netbook Edition (UNE)
    - Ubuntu Studio
- Feather Linux
- Gentoo
- Jolicloud
- Knoppix
- Kuki Linux
- Linux Mint
- Mandriva Linux
- MEPIS
- OpenSUSE
  - SLED
  - SLES
- Puppy Linux
- Red Hat
  - Red Hat Linux
  - Red Hat Enterprise Linux
    - CentOS

  - Fedora
- Slackware
- SliTaz
- Symphony OS
- Turbolinux
- Vector Linux
- Xandros
- Zenwalk

Listen er ikke komplet!

### Øvrige frie UNIX systemer
- OpenSolaris
- FreeBSD og OpenBSD

## Ekstern henvisning/kilde
- Distrowatch: Oversigt over distributioner samt nyheder om disse
- List of Linux distributions (en)

- Wikimedia Commons har flere filer relateret til Linux-distribution

| Tux | Spire Denne Linuxartikel er en spire som bør udbygges. Du er velkommen til at hjælpe Wikipedia ved at udvide den. |